# وارنویل (کارولینای جنوبی)
وارنویل(به انگلیسی: Varnville) شهری در ایالت کارولینای جنوبی کشور ایالات متحده آمریکا است که جمعیت آن در سرشماری سال ۲۰۱۰ میلادی، ۲٬۱۶۲ نفر بوده‌است.